# Herpailurus yagouaroundi ameghinoi
Herpailurus yagouaroundi ameghinoi es una subespecie del yaguarundí, un mamífero carnívoro de la familia de los félidos. Fue propuesto por Eduardo Ladislao Holmberg en 1898 para huesos de gato fósiles, presumiblemente de un yaguarundí, que fueron excavados cerca de la Provincia de San Luis, Argentina.

## Distribución
Con respecto a H. yagouaroundi, para la ecorregión de Monte ha sido mapeada la subespecie H. yagouaroundi ameghinoi en la parte centro-sur de Argentina y H. yagouaroundi eyra para el sector chaqueño norte y mesopotamia norte.
El naturalista Virgilio G. Roig describió la distribución de esta subespecie en la Provincia de Mendoza, en donde se  encontraba principalmente en la actual Reserva de biosfera de Ñacuñán en San Rafael.
Muy probablemente esta subespecie extiende su existencia para el norte de la Provincia de Río Negro. En la Provincia de Mendoza existen escasas observaciones directas y algunos ejemplares colectados en capturas o como producto de eventos de atropellamiento en rutas, corresponden a sitios alejados de los principales centros urbanos y en áreas naturales protegidas. En el año 2014, en la zona oeste de la laguna del Viborón se observó y fotografió por breves segundos un espécimen.

## Descripción
En la especie Herpailurus yagouaroundi  los caninos presentan una forma más elíptica, con su eje mayor en sentido longitudinal y aplanado labiolingualmente, lo que le proporciona un extremo posterior bien cortante. Sin embargo, en proporción con las demás piezas dentarias el canino de Herpailurus yagouaroundi  es mucho menor y menos robusto que en Puma concolor y Acinonyx jubatus. Posterior al canino se observa un pequeño alveolo de contorno circular, correspondiente al P2. Este pequeño alvéolo se encuentra próximo al canino anterior pero separado posteriormente del P3 por un pequeño diastema. Este rasgo sólo se observa en Herpailurus yagouaroundi, más comúnmente observado en la subespecie Herpailurus yagouaroundi ameghinoi.